# María Luisa Bemberg
María Luisa Bemberg Bengolea (Buenos Aires, 14 de abril de 1922-Buenos Aires, 7 de mayo de 1995) fue una directora de cine y guionista argentina que se destacó como creadora de películas con temáticas referidas a la emancipación y reivindicación de la mujer. Su película Camila fue elegida para competir por el premio Óscar como mejor película extranjera, una de las siete películas que accedieron a una candidatura en la historia del cine argentino. Fue una tenaz activista del feminismo y una de las fundadoras de la Unión Feminista Argentina, lo que la llevó a realizar un arte vinculado a la problemática de la mujer.

## Biografía
Hija de Otto Eduardo Bemberg y Sofía Elena Bengolea,una familia tradicional vinculada a la industria, el comercio y las artes. De acuerdo con las costumbres de la época, no recibió educación formal
María Luisa Bemberg perteneció a la cuarta generación argentina de la poderosa familia Bemberg, propietaria de la Cervecería Quilmes, fundada en 1888 por el patriarca Otto Bemberg, de origen alemán. Bemberg fue una de las que presenciaron la obsesión del teniente coronel Carlos Moori Koenig, uno de los militares que derrocaron a Juan Domingo Perón. Koenig había secuestrado el cadáver embalsamado de Eva Perón, instalándolo en su oficina, donde lo exhibía a sus visitantes. 
Influenciada por la década de los sesenta y el cine de Ingmar Bergman, la Nouvelle vague francesa e italiana y la obra de Julio Cortázar (especialmente la novela Rayuela), se inició como empresaria de espectáculos teatrales en 1959, fundando junto con Catalina Wolff el Teatro del Globo porteño. En Nueva York tomó clases con Lee Strasberg y, en Argentina, con Beatriz Matar.
Escribió la pieza teatral La margarita es una flor, sobre la que luego basaría Crónica de una señora (1970), guion que fue tomado para la película homónima de Raúl de la Torre, filme con Graciela Borges sobre la clase alta argentina premiado en el Festival de San Sebastián. Luego escribió el guion de Triángulo de cuatro (1975), de Fernando Ayala. Más adelante fundó su propia empresa de producción cinematográfica (GEA Cinematográfica) con la productora Lita Stantic y a los cincuenta y ocho años, en 1981, dirigió su primer largometraje, Momentos. La película y su directora fueron muy combatidas por la censura imperante durante la última dictadura cívico-militar argentina (1976-1983).
Sus proyectos mostraron un interés central en la problemática femenina (y su situación y enfrentamiento a la sociedad patriarcal argentina), que fue evidente en sus películas Señora de nadie (1981), Miss Mary (con Julie Christie, 1986) y De eso no se habla (1993, con Marcello Mastroianni). Asimismo obtuvo una notable repercusión internacional con dos películas enfocadas en la vida de dos de las más famosas mujeres de la historia argentina y española: Camila, sobre Camila O'Gorman, con Susú Pecoraro e Imanol Arias, que fue nominada al premio Óscar como Mejor película extranjera en 1985, y Yo, la peor de todas (1990), sobre Sor Juana Inés de la Cruz, con Assumpta Serna y Dominique Sanda.
Falleció en Buenos Aires el 7 de mayo de 1995, a los setenta y tres años, enferma de cáncer, mientras trabajaba en el guion para su película El impostor, basada en un cuento de su pariente por vía materna Silvina Ocampo (hermana de Victoria Ocampo y esposa de Adolfo Bioy Casares). La película fue luego realizada por su colaborador Alejandro Maci y estrenada en 1997.

## Vida personal
Casada con el arquitecto Carlos María Miguens el 17 de octubre de 1945, vivió en España y Francia hasta 1954, y tuvo cuatro hijos. Se divorció diez años más tarde, dejando de ser –como ella puntualizaba– "La señora de Miguens para convertirse en la señora de nadie" (posteriormente título de una de sus películas).

## Temáticas recurrentes en su obra
Fue estrictamente educada dentro de una familia patriarcal que influyó luego en su temática artística, donde plasmó muchas de sus vivencias y su conocimiento de la aristocracia argentina. Las mujeres retratadas por María Luisa Bemberg en sus películas son arquetipos rebeldes observados con valentía y sarcasmo; en cada una de sus películas el objeto de rebeldía al cual se enfrentan es diferente: adulterio, iglesia, clase social, machismo, consumismo, incapacidad, etcétera; denunciando un pretendido "mundo femenino" que en definitiva no les pertenece.
A propósito del estreno de su primer largometraje, Bemberg escribió: «Sabía que si mi película salía mal no iban a decir '¡qué bestia, la Bemberg!' sino '¿No ven que las mujeres no sirven para hacer cine?', y ahí caían en la volteada millones de mujeres inocentes».

## Homenajes
En 2021 se estrenó "María Luisa Bemberg: El eco de mi voz", una película documental de origen argentino dirigida por Alejandro Maci, que fue nominada a mejor documental en la 71° edición de los Premios Cóndor de Plata.
En el año 2022, con motivo del centenario de su nacimiento se organizó en el Museo del Cine de Buenos Aires una retrospectiva completa de su obra y la muestra Bemberg, las ideas hay que vivirlas.  Por su parte, el Instituto Nacional de Cine y Artes Audiovisuales de Argentina le dedicó un ciclo homenaje en el Cine Teatro York de Olivos.

## Filmografía

### Directora

#### Largometrajes
- Momentos (Argentina, 1981). 89 min.
- Señora de nadie (Argentina, 1982). 98 min.
- Camila (Argentina-España, 1984). 88 min.
- Miss Mary (Argentina, 1986). 100 min.
- Yo, la peor de todas (Argentina, 1990). 105 min.
- De eso no se habla (Argentina-Italia, 1993). 105 min.

#### Cortometrajes
- El mundo de la mujer (Argentina, 1972). 17 minutos. Guionista, productora y directora.
- Juguetes (Argentina, 1978). 12 minutos. Guionista, productora y directora.

### Guionista
- Crónica de una señora (1971)
- Triángulo de cuatro, producción de Héctor Olivera; dirección de Fernando Ayala (1975)
- Momentos, en colaboración con Marcelo Pichón Rivière (1981)
- Señora de nadie (1982)
- Camila, en colaboración con Beda Docampo Feijoó y Juan Bautista Stagnaro (1983)
- Yo, la peor de todas, sobre Sor Juana Inés de la Cruz, inspirado en Las trampas de la fe, de Octavio Paz; en colaboración con Antonio Larreta (1990)
- De eso no se habla, en colaboración con Jorge Goldenberg (1992)
- El impostor, en colaboración con Jorge Goldenberg y Alejandro Maci (1997)

## Biografías y ensayos
- King, John, Whitaker, Sheila. An Argentine Passion: Maria Luisa Bemberg and her films, Editorial Verso, Londres, 2000.
- King, John, Torrents, Nissa. The Garden of Forking Paths: Argentine Cinema, Londres, 1988.
- Fontana, Clara. María Luisa Bemberg, Centro Editor de América Latina, Buenos Aires, 1993.
- Bach, Caleb. María Luisa Bemberg tells the untold. Americas 46, 1994.
- Marra, Antonella. Il cinema della Bemberg.
- Weller, Gabriela. Desobediencias y rebeldías en el cine de María Luisa Bemberg, 1981.
- Vázquez, Lourdes. De identidades: María Luisa Bemberg, filmografía y bibliografía. Latin American Infoseries, 2006.
- Kratje, Julia y Visconti, Marcela (compiladoras). El asombro y la audacia. El cine de María Luisa Bemberg, 2020.[14]

## Premios y distinciones
Óscar
| Año  | Categoría                          | Película | Resultado |
| ---- | ---------------------------------- | -------- | --------- |
| 1985 | Mejor película de habla no inglesa | Camila   | Nominado  |

Festival Internacional de Cine de Venecia
| Año  | Categoría            | Trabajo nominado     | Resultado |
| ---- | -------------------- | -------------------- | --------- |
| 1990 | Premio Elvira Notari | Yo, la peor de todas | Ganadora  |

- Premio “Argentores” al mejor guion, otorgado por la Sociedad Argentina de Escritores por Triángulo de cuatro, 1975.
- Premio Ópera Prima del Festival de Cine de Cartagena, por Momentos, 1981.
- Premio al mejor Guion e Interpretación Femenina en los Festivales de Huelva y Chicago, por Momentos, 1981.
- Primer Premio del Cine Club Colpuertos a la Mejor Película en 21.º Festival Cinematográfico de Cartagena de Indias, Colombia, por Momentos, 1981.
- Premio al Mejor Guion, otorgado por la Sociedad Argentina de escritores, por Señora de Nadie, 1982.
- Premio Konex - Diploma al Mérito de la Fundación Konex de Argentina como Guionista, 1984.
- Premio “Coral” a Mejor Película, Mejor Actriz y Mejor Escenografía otorgado en el Octavo Festival del Cine de La Habana, por Miss Mary, 1986.
- Premio al mejor filme otorgado en el 43° Festival de Cine de Venecia, por Miss Mary, 1986.
- Premio O.C.T.C. en el 47.º Festival de La Habana, por Yo, la peor de todas, 1990.
- Premio Mejor Producción, otorgado en el Festival de Chicago, por Yo, la peor de todas, 1990.
- Premio Especial del Jurado otorgado en el Festival de La Habana, por Yo, la peor de todas, 1990.
- Premio al mejor guion del Festival de Cine de La Habana, por De eso no se habla, 1990.
- Premio del público y Premio de la Asociación de Escritores Cinematográficos de Andalucía, del Festival del Cine Iberoamericano de Huelva, por Yo, la peor de todas, 1990.
- Premio a Mejor Película otorgado en el Festival de Cartagena, por Yo, la peor de todas, 1991.
- Premio Konex - Diploma al Mérito de la Fundación Konex de Argentina como Directora de Cine, 1991.
- Declarada Personalidad emérita de la cultura argentina, Secretaría de Cultura de la Nación, 1995.
- Premio Centenario del cine Louis Lumiere, Fondo Nacional de las Artes, Argentina, 1995.
- Premio Konex de Honor, 2001.